# Iwan Djorew
Iwan Welkow Djorew (bulgarisch Иван Велков Джорев, * 17. Mai 1976 in Jambol, Volksrepublik Bulgarien) ist ein ehemaliger bulgarischer Ringer. Er war mehrfacher Medaillengewinner bei Europameisterschaften im freien Stil im Fliegengewicht bzw. im Bantamgewicht.

## Werdegang
Iwan Welkow Djorew begann als Jugendlicher 1985 mit dem Ringen und konzentrierte sich dabei auf den freien Stil. Nach der politischen Wende in Bulgarien wurde er Mitglied des Ringerclubs Slavia Litex Sofia, wo er von Miho Dukow trainiert wurde. Später wechselte er zu Vitjas-Panew Warna. Bei einer Größe von 1,63 Metern startete er als Erwachsener immer im Fliegengewicht und ab 2002 im Bantamgewicht. Er ist in deutschen Ringerkreisen gut bekannt, weil er seit vielen Jahren in der deutschen Bundesliga ringt. In der Saison 2010/11 geht er für den SV Wacker Burghausen an den Start. Vorher rang er auch schon für den TSV Kelheim, RSV Rotation Greiz, KSV Schorndorf und den SC Anger. Ringer ist zurzeit auch sein Beruf.
Die internationale Laufbahn als Ringer begann für Iwan Welkow Djorew mit der Teilnahme an der Junioren-Weltmeisterschaft 1992 in Istanbul. In der Altersgruppe der Cadets (bis zum 16. Lebensjahr) belegte er dabei in der Klasse bis 47 kg Körpergewicht den 4. Platz. Dies war das beste Ergebnis, das er bei einer internationalen Meisterschaft im Nachwuchsbereich erzielte. 1993 wurde er bei der Junioren-Europameisterschaft (Juniors) in Götzis Neunter, bei der Junioren-Weltmeisterschaft 1994 (Juniors) in Budapest kam er in der Gewichtsklasse bis 54 kg Körpergewicht auf den 7. Platz und 1995 kam er bei der Junioren-Weltmeisterschaft (Espoirs) in Teheran im Fliegengewicht auf den 8. Platz.
Bei den Senioren dauerte es dann bis zum Jahre 2000, bis er wieder zu einem Einsatz bei einer internationalen Meisterschaft kam. Bei der Europameisterschaft in Budapest gelang ihm dabei auf Anhieb ein Medaillengewinn im Fliegengewicht. Er siegte dabei über Zsolt Szatmari aus Ungarn, Roman Kollar aus der Slowakei und David Legrand aus Frankreich, unterlag gegen Leonid Tschutschunow aus Russland und siegte im Kampf um die EM-Bronzemedaille knapp mit 6:5 Punkten über den Griechen Amiran Kartanow. Bei den Olympischen Spielen 2000 in Sydney kam er nicht zum Einsatz.
In den Jahren 2001 bis 2003 nahm er an mehreren Welt- und Europameisterschaften teil. Er konnte sich er bei keiner dieser Meisterschaften im Medaillenbereich platzieren. Das beste Ergebnis, das er bei diesen Meisterschaften erzielt, war ein 6. Platz bei der Europameisterschaft 2001 in Budapest.
Im Jahre 2004 gelang es ihm beim Olympia-Qualifikations-Turnier in Bratislava für die Olympischen Spiele in Athen zu qualifizieren. Er belegte dort nur den 19. Platz. Weitaus besser schnitt er aber bei der Europameisterschaft dieses Jahres in Ankara ab, denn dort gelang es ihm mit Siegen über Bessarion Gotschaschwili aus Georgien und Alexei Kosarjew aus Belarus, einer Niederlage gegen Martin Berberjan aus Armenien und einem Sieg über Amiran Kartanow den 3. Platz zu erreichen und damit wieder eine EM-Bronzemedaille zu gewinnen. Überraschenderweise konnte er dann 2004 doch bei den Olympischen Spielen in Athen an den Start gehen, weil sein Landsmann Anatoli Guidea, der sich im Federgewicht einen Startplatz erkämpft hatte, aus Verletzungsgründen nicht an den Start gehen konnte. Für ihn wurde Iwan Welkow Djorew eingesetzt. Er wurde in Athen aber von Yandro Quintana aus Kuba und Sushil Kumar aus Indien besiegt und erreichte deshalb nur den 18. Platz.
Danach startete er bei keinen internationalen Meisterschaften mehr.

## Internationale Erfolge
| Jahr | Platz | Wettbewerb                               | Gewichtskl. | Ergebnis |
| 1992 | 4.    | Junioren-WM (Cadets) in Istanbul         | bis 47 kg   | hinter Recep Zencirci, Türkei, Mark Angle, USA und Amiran Kartanow, Russland |
| 1993 | 9.    | Junioren-EM (Juniors) in Götzis          | bis 50 kg   | Sieger: Schamil Umalatow, Russland vor Recep Zencirci |
| 1994 | 7.    | Junioren-WM (Juniors) in Budapest        | bis 54 kg   | Sieger: Amiran Kartanow vor Baek Jin-kuk, Südkorea |
| 1995 | 8.    | Junioren-WM (Espoirs) in Teheran         | Fliegen     | Sieger: Behnam Tayyebi, Iran vor Atscham Achilow, Usbekistan und Oleksandr Sacharuk, Ukraine |
| 1998 | 8.    | Grosser Preis von Deutschland in Leipzig | Fliegen     | nach Niederlagen gegen Wassili Zeiher, Deutschland und Witali Railean, Moldawien und einem Sieg über Jaanek Lips, Estland                                                                              |
| 1999 | 3.    | Militär-WM in Zagreb                     | Fliegen     | hinter Jin Ju-dong, Nordkorea und Geworg Markarjan, Armenien |
| 2000 | 3.    | EM in Bukarest                           | Fliegen     | nach Siegen über Zsolt Szatmari, Ungarn, Roman Kollar, Slowakei und David Legrand, Frankreich, einer Niederlage gegen Leonid Tschutschunow, Russland und einem Sieg über Amiran Kartanow, Griechenland |
| 2001 | 6.    | EM in Budapest                           | Fliegen     | nach einem Sieg über Sylvester Wojtak, Polen und einer Niederlage gegen Mevlana Kulaç, Türkei |
| 2001 | 18.   | WM in Sofia                              | Fliegen     | nach einem Sieg über Roman Kollar und einer Niederlage gegen Tümendembereliin Dsüünbajan, Mongolei |
| 2002 | 11.   | WM in Teheran                            | Bantam      | nach einem Niederlage gegen Chikara Tanabe, Japan und einem Sieg über Hector Luis Camacho, Venezuela                                                                                                   |
| 2003 | 9.    | EM in Riga                               | Bantam      | nach einem Sieg über Anwar Berguiga, Frankreich und einer Niederlage gegen Namig Abdullajew, Aserbaidschan                                                                                             |
| 2003 | 19.   | WM in New York                           | Bantam      | nach einem Sieg über Nurdin Donbajew, Kirgisistan und einer Niederlage gegen Bajaraagiin Naranbaatar, Mongolei                                                                                         |
| 2004 | 19.   | Olympia-Qualifik.-Turnier in Bratislava  | Bantam      | Sieger: René Montero, Kuba vor German Kontojew, Belarus |
| 2004 | 3.    | EM in Ankara                             | Bantam      | nach Sieg über Bessarion Gotschaschwili, Georgien und Alexei Kosarjew, Belarus, einer Niederlage gegen Martin Berberjan, Armenien und einem Sieg über Amiran Kartanow                                  |
| 2004 | 18.   | OS in Athen                              | Feder       | nach Niederlagen gegen Yandro Quintana, Kuba und Sushil Kumar, Indien |

Erläuterungen
- alle Wettbewerbe im freien Stil
- OS = Olympische Spiele, WM = Weltmeisterschaften, EM = Europameisterschaften
- Fliegengewicht, bis 1996 bis 52 kg, von 1997 bis 2001 bis 54 kg Körpergewicht, danach abgeschafft, Bantamgewicht, seit 2002 bis 55 kg, Federgewicht, seit 2002 bis 60 kg Körpergewicht
- Junioren-Altersgruppen: Cadets = bis zum 16. Lebensjahr, Juniors = bis zum 18. Lebensjahr, Espoirs = bis zum 20. Lebensjahr